# Balloon Fight
Balloon Fight (バルーンファイト Barūn Faito?) es un videojuego de acción/arcade desarrollado por Nintendo. La versión original de máquinas recreativas fue lanzada para la Nintendo VS. System como Vs. Balloon Fight, y su contraparte de Nintendo Entertainment System fue lanzada internacionalmente en 1986. La jugabilidad es similar a la del juego Joust de Williams Electronics de 1982. La versión casera de Nintendo Entertainment System se portó a NEC PC-8801 en octubre de 1985, a Sharp X1 en noviembre de 1985, a Game Boy Advance como Balloon Fight-e para el e-Reader en Estados Unidos el 16 de septiembre de 2002, y como parte de la Famicom Mini Series en Japón el 21 de mayo de 2004. Posteriormente se relanzó a través de la Consola Virtual de Nintendo y la NES Classic Edition y actualmente está disponible para jugar en Nintendo Switch Online.

## Modo de juego
El jugador controla a un Balloon Fighter que vuela gracias a dos globos adheridos a su casco. Presionando repetidamente el botón A o manteniendo presionado el botón B hace que el Balloon Fighter aletee sus brazos y se eleve en el aire. Si un globo se revienta, la flotación del jugador disminuye, haciendo más difícil su ascenso. Se pierde una vida si ambos globos son reventados por los Balloon Fighters enemigos, si el jugador cae al agua, es comido por la gran piraña cerca de la superficie del agua, o es golpeado por un rayo.
Hay dos modos de juego: el juego para 1 o 2 jugadores, en el que cada uno controla a un Balloon Fighter y el objetivo es eliminar de la pantalla a los enemigos, y además de ir avanzando de nivel en nivel de forma cooperativa, uno de los jugadores puede explotar también los globos del otro compañero, volviéndose así el juego más competitivo. Además, se incorpora un minijuego llamado Balloon Trip, en el que el objetivo es explotar las burbujas para conseguir puntos, a la vez de evitar los obstáculos avanzando por una pantalla de scroll lateral. El juego arcade original no incluye Balloon Trip, pero todos los diseños de los niveles son completamente diferentes para aprovechar el desplazamiento vertical además de algunas pequeñas diferencias del modo de juego.

### Juego de 1 jugador/2 jugadores
El objetivo de este modo, es que en cada nivel que avances, debes derrotar a todos los enemigos en pantalla, haciendo que los globos de éstos exploten. Una vez que explotan todos, caerán a tierra y es aquí donde se les debe pisar para vencerlos de forma definitiva, ya que de lo contrario inflara otro globo para seguir volando en la pantalla. Los niveles se van sucediendo de esta forma, y van apareciendo nuevos y más veloces enemigos.
Este modo se puede jugar solo de un jugador o en cooperación con un segundo jugador. Cada jugador comienza con tres vidas extra. El port de 3DS Balloon Fight, hecho para Nintendo 3DS, viene con la opción Download Play, que te permite jugar junto con un amigo que tenga otro sistema 3DS.
Los enemigos de Balloon Fighters flotan alrededor de la pantalla y el jugador debe golpear sus globos para derrotarlos. El enemigo también puede caer al agua o ser comido por los peces mientras vuela cerca de la superficie del agua. Si un enemigo es derrotado o cae al agua, una burbuja subirá por la pantalla que puede ser golpeada para obtener puntos extra. A medida que el juego avanza a través de las etapas, el número de enemigos y plataformas aumenta.

### Modo Balloon Trip
Modo de juego para un solo jugador en el que el objetivo es evitar las chispas de los relámpagos y reventar los globos, con el fin de ascender en las clasificaciones y competir por la máxima puntuación. El jugador solo tiene una vida.

## Ports, secuelas y apariciones
La versión casera de Nintendo Entertainment System se portó a NEC PC-8801 en octubre de 1985, a Sharp X1 en noviembre de 1985, a Game Boy Advance como Balloon Fight-e para el e-Reader en Estados Unidos el 16 de septiembre de 2002, y como parte de la Famicom Mini Series en Japón el 21 de mayo de 2004. También se puede jugar en Animal Crossing para la GameCube.
Nintendo lanzó una versión de Game & Watch del mismo nombre, basada en el modo Balloon Trip de la versión para NES. El protagonista es "un Balloon Man". A diferencia de los Balloon Fighters, los Balloon Men usan trajes cohete en lugar de agitar las manos para elevarse mientras sostienen los globos.
La secuela de Balloon Fight llamada Balloon Kid se lanzó en octubre de 1990 en Norteamérica y el 31 de enero de 1991 en Europa para la Game Boy, que se expande desde las raíces del juego y lo convierte en una completa aventura de plataformas. Este título no se lanzó en Japón para Game Boy, pero las versiones a color tituladas como Hello Kitty World (publicado por Character Soft) para la Famicom y Balloon Fight GB para la Game Boy Color se lanzaron posteriormente sólo en Japón.
En septiembre de 2001, el juego se portó a la serie de PDAs Sharp Zaurus.
Los trofeos de Ballon Fighter y Flipper se pueden obtener en Super Smash Bros. Melee, y el Flipper también es un artículo utilizable, que sustituye al Bumper del juego anterior. El Ballon Fighter fue considerado para un papel jugable durante el desarrollo de Super Smash Bros. Melee, pero los Ice Climbers fueron elegidos en su lugar. La música de fondo original para el modo de juego Balloon Trip de Balloon Fight se puede escuchar en el escenario de Icicle Mountain de Melee como música alternativa. El pez gigante hace una aparición cameo en Super Smash Bros. Brawl. Aparece en el escenario basado en Ice Climber, la Cumbre, en el que intenta atacar a los jugadores desde el mar. Además, una versión remezclada del tema principal, titulada "Balloon Trip" está disponible para el escenario de la Cumbre también. Las pegatinas del Balloon Fighter y del Balloon Fight Enemy pueden ser recogidas en Brawl. Además, el aldeano de la serie Animal Crossing utiliza el casco del Balloon Fighter como uno de sus movimientos especiales en Super Smash Bros. para Nintendo 3DS y Wii U. En la versión 3DS del mismo juego, aparece un escenario basado en el Balloon Fighter con los gráficos originales de 8 bits; el mismo escenario regresa en Super Smash Bros. Ultimate, el Balloon Fighter aparece como Espíritu en dicho juego.
En la serie de WarioWare, Inc., algunos de los juegos de 9 voltios están basados en Balloon Fight. En WarioWare: Smooth Moves, también hay un minijuego que funciona como una versión tridimensional de Balloon Trip; los jugadores utilizan el mando de Wii sólo para la versión del microjuego, y también utilizan el Nunchuk en el completo Balloon Trip en 3D.
La demostración técnica original de Yoshi Touch & Go se llamó Yoshi's Balloon Trip. Balloon Fight es el tema del modo táctil de Tetris DS, aunque el modo en sí mismo no tiene casi nada que ver con el juego, aparte de la música y los gráficos decorativos.
El 12 de abril de 2007, Club Nintendo lanzó Tingle's Balloon Fight para la Nintendo DS, un juego exclusivo con Tingle, un personaje de Nintendo originario de la serie The Legend of Zelda. El juego es un remake de la versión casera, con los modos "Balloon Fight" y "Balloon Trip". Los niveles se amplían ligeramente para utilizar ambas pantallas, de forma similar al juego arcade, excepto que se basa enteramente en los niveles de NES. También se incluyó una galería que contenía arte conceptual, donde cada pieza podía ser desbloqueada completando tareas específicas del juego.
El Balloon Fighter aparece en Super Mario Maker como un disfraz de Champiñón Misterioso desbloqueable como parte de una actualización.
El Balloon Fighter ha sido relanzado como parte de la Consola Virtual de Nintendo. El 8 de junio de 2007, Balloon Fight se lanzó en Europa, seguido de un lanzamiento en Norteamérica el 16 de julio de 2007, y en Japón el 12 de noviembre de 2007. El juego se lanzó en la consola virtual de Nintendo 3DS como parte del Programa de Embajadores de esa consola en septiembre de 2011.
En Nintendo Land existe una atracción llamada Balloon Trip Breeze, que es muy parecida a Balloon Trip del original Balloon Fight.
El juego se lanzó en el servicio de la consola virtual Wii U el 23 de enero de 2013 en Norteamérica hasta el 23 de febrero de 2013 como parte de una promoción que celebraba el 30.º aniversario del lanzamiento de la Nintendo Famicom original. Balloon Fight se convirtió en el primer título de la consola virtual Wii U que se lanzó. El 11 de noviembre de 2016, el juego (junto con otros 29 juegos) se incluyó en la NES Classic Edition (Nintendo Classic Mini en Europa), así como en su contraparte japonesa.
La versión para NES de Balloon Fight fue relanzada como uno de los títulos de lanzamiento de Nintendo Switch Online el 18 de septiembre de 2018.
La versión original de arcade, Vs. Balloon Fight, fue portado por Hamster Corporation y lanzado en el Nintendo Switch el 27 de diciembre de 2019

### Lista de juegos, ports y secuelas de Balloon Fight
| Nombre                        | Estreno en Japón                     | Estreno en EE. UU.       | Estreno en Europa        | Género            | Sistema                               |
| ----------------------------- | ------------------------------------ | ------------------------ | ------------------------ | ----------------- | ------------------------------------- |
| Vs. Balloon Fight             | noviembre de 1985                    | 1984                     |                          | Acción            | Arcade                                |
| Balloon Fight                 | 22 de enero de 1985                  | agosto de 1986           | 12 de marzo de 1987      | Action            | Nintendo Entertainment System/Famicom |
| Balloon Fight                 | octubre de 1985                      |                          |                          | Acción            | PC-88                                 |
| Balloon Fight                 | noviembre de 1985                    |                          |                          | Acción            | Sharp X1                              |
| Balloon Fight (PlayChoice-10) |                                      | 1987                     |                          | Action            | Arcade                                |
| Balloon Fight                 |                                      | 1986                     | 1986                     | Acción            | Game & Watch                          |
| Balloon Kid                   |                                      | 5 de octubre de 1990     | 31 de enero de 1991      | Acción/plataforma | Game Boy                              |
| Balloon Fight GB              |                                      | 31 de julio de 2000      |                          | Action/platformer | Game Boy Color (Nintendo Power)       |
| Balloon Fight                 |                                      | septiembre de 2001       |                          | Acción            | Sharp Zaurus                          |
| Balloon Fight-e               | 16 de septiembre de 2002             |                          |                          | Acción            | Game Boy Advance (Nintendo e-Reader)  |
| Famicom Mini Balloon Fight    | 2004 de mayo de 2121 de mayo de 2004 |                          |                          | Acción            | Game Boy Advance                      |
| Tingle's Balloon Fight        | abril de 2007                        |                          |                          | Acción            | Nintendo DS                           |
| Balloon Fight                 | 13 de noviembre de 2007              | 16 de julio de 2007      | 8 de junio de 2007       | Acción            | Wii Virtual Console                   |
| Balloon Fight                 | 31 de agosto de 2011                 | 31 de agosto de 2011     | 31 de agosto de 2011     | Acción            | Nintendo 3DS Virtual Console          |
| Balloon Fight                 | 23 de enero de 2013                  | 23 de enero de 2013      | 23 de enero de 2013      | Acción            | Wii U Virtual Console                 |
| Balloon Fight                 | 10 de noviembre de 2016              | 11 de noviembre de 2016  | 11 de noviembre de 2016  | Acción            | NES Classic Edition                   |
| Balloon Fight                 | 19 de septiembre de 2018             | 18 de septiembre de 2018 | 19 de septiembre de 2018 | Acción            | Nintendo Switch Online                |
| Vs. Balloon Fight             | 27 de diciembre de 2019              | 27 de diciembre de 2019  | 27 de diciembre de 2019  | Acción            | Nintendo Switch                       |